# Море вузлів
«Море вузлів» — подання у вигляді графа SSA-подання програми, яка поєднує в собі потік даних та потік керування, і послаблює потік керування від повного порядку (total order) до часткового (partial order), зберігаючи лише ті впорядкування, яких потребує потік даних.:86,113:248:11:163:25:2
Такий підхід оптимізує зміну порядку інструкцій, але потребує алгоритму керування кодом для конвертації назад у граф потоку керування (CFG).:86,113:248:14 Також підхід дає змогу застосувати оптимізацію пропагації констант та зменшення обсягу коду.:1:4
«Море вузлів» використовується як проміжне представлення (англ. intermediate representation, IR) у віртуальній машині HotSpot,:163  LibFirm,:163 GraalVM:163:2 та компіляторі TurboFan JIT рушія V8.